# Filippo Ganna
Filippo Ganna (Verbania, 25 de julho de 1996) é um ciclista italiano que compete nas modalidades de pista, especialista nas provas de perseguição, e rota, pertencendo desde 2019 à equipa Ineos Grenadiers.
Ganhou oito medalhas no Campeonato Mundial de Ciclismo em Pista de 2016 a 2020, e seis no Campeonato Europeu de Ciclismo em Pista entre 2016 e 2019.
Em estrada, obteve duas medalhas no Campeonato Mundial de Ciclismo em Estrada, ouro em 2020 e bronze em 2019, ambas na contrarrelógio individual.
Participou nos Jogos Olímpicos de Verão de 2016, ocupando o sexto lugar na prova de perseguição por equipas.
Ao lado de Francesco Lamon, Jonathan Milan e Simone Consonni, conquistou o ouro na perseguição por equipes em Tóquio 2020.

## Medalhas em competições internacionais
| Campeonato Mundial | Campeonato Mundial        | Campeonato Mundial | Campeonato Mundial      |
| Ano                | Lugar                     | Medalha            | Competição              |
| ------------------ | ------------------------- | ------------------ | ----------------------- |
| 2016               | Londres (Reino Unido)     | Medalha de ouro    | Perseguição individual  |
| 2017               | Hong Kong (China)         | Medalha de prata   | Perseguição individual  |
| 2017               | Hong Kong (China)         | Medalha de bronze  | Perseguição por equipas |
| 2018               | Apeldoorn (Países Baixos) | Medalha de ouro    | Perseguição individual  |
| 2018               | Apeldoorn (Países Baixos) | Medalha de bronze  | Perseguição por equipas |
| 2019               | Pruszków (Polônia)        | Medalha de ouro    | Perseguição individual  |
| 2020               | Berlim (Alemanha)         | Medalha de ouro    | Perseguição individual  |
| 2020               | Berlim (Alemanha)         | Medalha de bronze  | Perseguição por equipas |
| Campeonato Europeu |                           |                    |                         |
| Ano                | Lugar                     | Medalha            | Competição              |
| 2016               | Saint-Quentin (França)    | Medalha de prata   | Perseguição individual  |
| 2016               | Saint-Quentin (França)    | Medalha de prata   | Perseguição por equipas |
| 2017               | Berlim (Alemanha)         | Medalha de ouro    | Perseguição individual  |
| 2017               | Berlim (Alemanha)         | Medalha de prata   | Perseguição por equipas |
| 2018               | Glasgow (Reino Unido)     | Medalha de ouro    | Perseguição por equipas |
| 2019               | Apeldoorn (Países Baixos) | Medalha de prata   | Perseguição por equipas |

| Campeonato Mundial | Campeonato Mundial      | Campeonato Mundial | Campeonato Mundial |
| Ano                | Lugar                   | Medalha            | Competição         |
| ------------------ | ----------------------- | ------------------ | ------------------ |
| 2019               | Yorkshire (Reino Unido) | Medalha de bronze  | Contrarrelógio     |
| 2020               | Imola (Itália)          | Medalha de ouro    | Contrarrelógio     |

## Palmarés

### Estrada
- 2015 (como amador)[5]
  - Chrono Champenois
- 2016 (como amador)[5]
  - GP Laguna
  - Paris-Roubaix sub-23
  - Campeonato da Itália Contrarrelógio sub-23  
  - 2.º no Campeonato Europeu Contrarrelógio sub-23
- 2018
  - 2.º no Campeonato da Itália Contrarrelógio
- 2019
  - 1 etapa do Tour La Provence
  - Campeonato da Itália Contrarrelógio  
  - 1 etapa do BinckBank Tour
  - 3.º no Campeonato Mundial Contrarrelógio
- 2020
  - Campeonato da Itália Contrarrelógio  [6]
  - 1 etapa da Tirreno-Adriático
  - Campeonato Mundial Contrarrelógio  
  - 4 etapas do Giro d'Italia
- 2021
  - 2 etapas da Estrela de Bessèges
  - 1 etapa do UAE Tour

### Pista
- 2015
  - Campeonato da Itália em Perseguição
- 2016
  - Campeonato do Mundo em Perseguição  
  - 2.º no Campeonato Europeu em Perseguição por equipas (com Simone Consonni, Francesco Lamon e Michele Scartezzini) 
  - 2.º no Campeonato Europeu em Perseguição 
  - Campeonato Europeu em Perseguição Sub23  
  - 2.º no Campeonato Europeu em Perseguição por equipas Sub23 (com Simone Consonni, Francesco Lamon e Davide Plebani)
- 2017
  - 2.º Campeonato do Mundo em Perseguição 
  - 3.º Campeonato do Mundo em Perseguição por equipas (com Simone Consonni, Liam Bertazzo e Francesco Lamon) 
  - Campeonato Europeu em Perseguição  
  - 2.º no Campeonato Europeu em Perseguição por equipas (com Simone Consonni, Francesco Lamon, Liam Bertazzo e Michele Scartezzini)
- 2018
  - Copa do Mundo de Pruszków (Polónia) em Perseguição por Equipas (com Simone Consonni, Liam Bertazzo e Francesco Lamon) 
  - 3.º Campeonato do Mundo em Perseguição por equipas (com Simone Consonni, Liam Bertazzo e Francesco Lamon)
- Campeonato do Mundo em Perseguição  
  - Campeonato Europeu em Perseguição por equipas (com Elia Viviani, Francesco Lamon e Michele Scartezzini)
- 2019
  - Copa do Mundo de Hong Kong (Hong Kong) em Perseguição por Equipas (com Davide Plebani, Liam Bertazzo e Francesco Lamon)
- Campeonato do Mundo em Perseguição  
  - 2.º no Campeonato Europeu em Perseguição por equipas (com Simone Consonni, Francesco Lamon e Davide Plebani) 
  - Copa do Mundo de Minsk (Bielorrússia) em Perseguição
- 2020
  - Campeonato do Mundo em Perseguição  
  - 3.º Campeonato do Mundo em Perseguição por equipas (com Simone Consonni, Jonathan Milan e Francesco Lamon)

## Resultados em Grandes Voltas e Campeonatos do Mundo
Durante a sua carreira desportiva tem conseguido os seguintes postos nas Grandes Voltas e nos Campeonatos do Mundo:
| Carreira               | Carreira               | 2017 | 2018 | 2019 | 2020 |
| ---------------------- | ---------------------- | ---- | ---- | ---- | ---- |
|                        | Giro d'Italia          | —    | —    | —    |      |
|                        | Tour de France         | —    | —    | —    | —    |
|                        | Volta a Espanha        | —    | —    | —    | —    |
| Mundial em Estrada     | Mundial em Estrada     | —    | —    | —    | —    |
| Mundial Contrarrelógio | Mundial Contrarrelógio | —    | —    | 3.º  | 1.º  |

—: não participa 

Ab.: abandono 

## Equipas
- Lampre-Merida (stagiaire) (2015)
- UAE Team Emirates (2017-2018)
- Sky/INEOS (2019-)
  - Team Sky (01.2019-04.2019)
  - Team Ineos (05.2019-08.2020)
  - Ineos Grenadiers (08.2020-)